# Российско-греческие отношения
Российско-греческие отношения — двусторонние отношения между Россией и Грецией. 
Официальные отношения между правительствами  Российской империей и автономным Греческим государством были установлены в сентябре 1828 года. Греция имеет посольство в Москве, а Россия — посольство в Афинах.

## История
Дипломатические отношения между Россией и автономным Греческим государством были установлены 6 (18) сентября 1828 года. В октябре 1917 года отношения были разорваны греческой стороной. 
Королевство Греция установило дипломатические отношения с СССР 8 марта 1924 года. 
В 1930-е годы двусторонние отношения стали враждебными. СССР не нравился режим Метаксаса, а Греция постоянно заявляла ноты протеста в связи с преследованиями греков в СССР в ходе сталинских репрессий. Кроме того, постоянно менялся состав советского полпредства в Афинах. В 1932—1941 годах сменились шесть глав советской дипмиссии в Греции, двое из которых (Давтян и Кобецкий) были расстреляны, а ещё один (А.Г. Бармин) попросил убежища во Франции по политическим мотивам. Режим Метаксаса с подозрением относился к СССР, всячески ограничивая контакты с Советским Союзом. Например, в 1939 году даже была запрещена в Афинах выставка детского рисунка и иллюстраций к детской книге. 
3 июня 1941 года, в связи с оккупацией Греции греческий посланник в Москве получил советскую ноту о прекращении его полномочий в СССР, что означало фактически прекращение отношений. Но уже в сентябре того же года отношения с эмигрантским греческим правительством были восстановлены. 

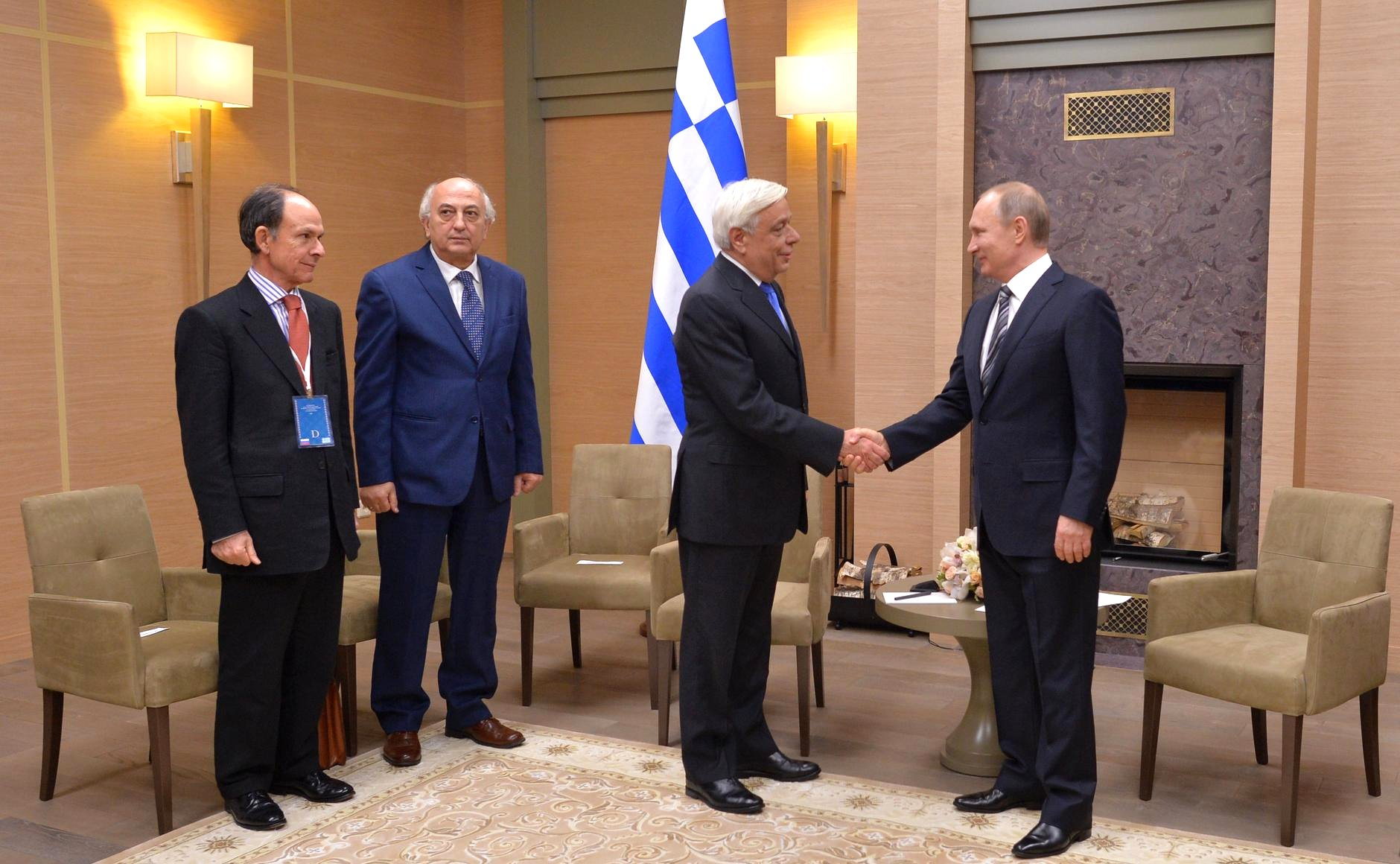
Рабочая встреча Президента России Владимира Путина с Президентом Греции Прокописом Павлопулосом, 15 января 2016 года

В послевоенный период отношения двух стран складывались враждебно, в частности вследствие помощи Москвы греческим коммунистам в начавшейся гражданской войне, хотя помощь была сравнительно незначительной и осторожной, так как Сталин оставался верен Соглашению о процентах 1944 года, согласно которому Греция отходила в сферу британского влияния. Например, 23 ноября 1945 года Политбюро ЦК ВКП(б) выделило Компартии Греции 100 тыс. долларов, а согласно распоряжению советского правительства от 24 апреля 1946 года КПГ были отправлены ротационная машина и 200 тонн газетной бумаги. Москва не признала прошедший в 1946 году в Греции референдум, по итогам которого было решено сохранить монархию. Ещё до проведения этого референдума советский посол контр-адмирал Родионов в августе 1946 года был отозван и вернулся в Грецию только в январе следующего года. 
В марте 1947 года в греческой прессе было опубликовано сфальсифицированное «интервью Сталина». СССР в специальной ноте обвинил в появлении этой фальшивки греческие власти и уже в апреле того же года советский посол и еще 13 сотрудников советской дипмиссии покинули Афины. Вскоре греческий посол был отозван из СССР и двусторонние отношения на уровне послов были восстановлены только в 1953 году. 
27 декабря 1991 года греческие власти признали Россию государством-продолжателем СССР.
В июле 2018 года правительство Греции выдворило из страны ряд российских дипломатов, предав инцидент огласке, что было расценено комментаторами как беспрецедентный и неожиданный шаг в отношениях двух стран, вызванный, согласно заявлениям греческой стороны, среди прочего, вмешательством Москвы в отношения между Афинами и Скопье и церковные вопросы. Требование о нежелательности дальнейшего пребывания дипломатов было заявлено 6 июля — день, когда в районе Халкидики было найдено тело епископа Бирского и Белорецкого Илии (Казанцева). Последовал обмен резкими заявлениями на уровне внешнеполитических ведомств 2-х стран; посол России в Греции Андрей Маслов заявил, что планировавшийся на осень визит министра С. Лаврова в Афины «в нынешней ситуации <…> утрачивает актуальность». Вслед за ответными действиями России в начале августа было сообщено о решении Греции отозвать своего посла. Несколько российских священнослужителей РПЦ заявили СМИ об отказе в получении греческих виз без объяснения причин, в частности в начале сентября 2018 года было сообщено об отказе визе для паломнической поездки в Грецию, на Афон, управляющему делами Московской патриархии, постоянному члену Священного синода Варсонофию (Судакову).
Повышение уровня и интенсификация военного сотрудничества между США и Грецией, начавшиеся на фоне общего сближения 2-х стран осенью 2019 года и продолженные администрацией Байдена, в частности, внесение изменений в соглашение о взаимном оборонном сотрудничестве, расширение военно-морской базы США в заливе Суда на острове Крит, эксплуатация военно-воздушной базы около города Лариса и в особенности морского порта Александруполис, ставшего важнейшим в регионе пунктом переброски войск и военной техники США, в декабре 2021 года вызвало публично озвученную официальным представителем Кремля негативную реакцию.
Греция осудила российское вторжение на Украину 2022 года. В июле 2022 года российский посол в Греции Андрей Маслов заявил, что "с конца февраля у нас полностью разрушены двусторонние отношения, их больше нет. Нет никакого сотрудничества, нет контактов. Словом, буквально в считанные дни обнулились все наработки, весь богатый массив двусторонних отношений, который был накоплен за много десятилетий".

## Экономические отношения
Рост товарооборота был снижен в связи с мировым кризисом конца 2000-х годов. В 2010 году объём товарооборота между Россией и Грецией увеличился на 22,2 % и составил 3,3 млрд долларов США; российский экспорт в Грецию достиг уровня 2,9 млрд долл. США.

## Военное сотрудничество
Обретя независимость, Греция часто принимала российские военные корабли в своих портах. Российская империя имела базу ВМФ в Пирее.